# میدان آیت‌الله بروجردی
میدان آیت‌الله بروجردی یکی از تقاطع‌های بزرگ و اصلی شهر بروجرد است. این میدان در جنوب شرقی این شهر قرار دارد و از نظر مساحت از میدان‌های بزرگ استان لرستان و ایران است. این میدان در گذشته با نام دو راهی شناخته می‌شد و در واقع سه راهی اراک-بروجرد-خرم‌آباد بود. در دهه ۱۳۷۰ با تخریب مغازه‌های اطراف، فضای کافی جهت گسترش میدان ایجاد شد.

## ارتباط
میدان آیت‌الله بروجردی در حال حاضر تقاطع چهار مسیر اصلی است:
- جاده کمربندی بروجرد در شمال شرقی میدان - بخشی از جاده ۳۷ ایران
- جاده بروجرد به اراک در شرق میدان - بخشی از آزادراه ۵ ایران
- جاده بروجرد یه دورود و خرم‌آباد در جنوب میدان
- بلوار امام خمینی در شمال غربی میدان

## اهمیت میدان
میدان آیت‌الله بروجردی بر سر بزرگراه خلیج فارس قرار گرفته که تردد بین استان‌های خوزستان، لرستان، مرکزی، قم و تهران را امکانپذیر می‌کند و از شاهراه‌های اقتصادی کشور است. از سوی دیگر، این میدان، مهمترین ورودی شهر بروجرد به حساب می‌آید. سفر از بروجرد به سایر شهرهای استان لرستان، اراک، تهران، اصفهان و نیز اهواز از این معبر صورت می گیرد.

## امکانات
یک ایستگاه پلیس راه، مسجد، رستوران، سرویس بهداشتی و تعداد زیادی فروشگاه مواد خوراکی در اطراف میدان وجود دارند که به مسافران و خودروهای عبوری سرویس دهی می‌کنند.
همچنین ساختار فضای سبز وسط میدان به گونه‌ای است که امکان ورود تعداد زیادی خودرو و پارک آنها در وسط میدان وجود دارد. به همین خاطر، خیلی از مسافران عبوری ترجیح می‌دهند مدتی در فضای سبز وسط میدان استراحت کنند.

## معضلات میدان
وجود تعداد زیادی مغازه‌های کوچک فروش مواد خوراکی در اطراف میدان و نیز دستفروشان دوره گرد از یک سو و نیز توقف تعداد زیادی از اتوبوس‌های عبوری در اطراف میدان از سوی دیگر باعث شلوغی، ایجاد ترافیک در برخی ساعات روز و آشفتگی میدان شده است که طرح ساماندهی مشاغل میدان آیت‌الله بروجردی برای مبارزه با این معضل پایه ریزی شده است.